# Васильчикова, Анна Кирилловна
Анна Кирилловна Васильчикова, урождённая графиня Разумовская (1 декабря 1754 — 20 июня 1826) — фрейлина Екатерины II; дочь генерал-фельдмаршала К. Г. Разумовского и младшая сестра Н. К. Загряжской.

## Биография
Четвёртая дочь графа Кирилла Григорьевича Разумовского от брака с фрейлиной Екатериной Ивановной Нарышкиной. Имя своё получила в честь любимой сестры отца, Анны Григорьевны Закревской.
Разумовский весьма серьезно подходил к вопросу воспитания своих 10 детей. При молодых графинях состояли «мадамы» и приходили к ним учителя, выбранные отцом после строгого отбора. Одарённые от природы две старшие дочери Разумовского, Наталья и Елизавета, стали писать и думать по-французски, с трудом говоря на родном языке.
В противоположность им, красавица Анна, хотя и получила одинаковое с сестрами образование, плохо усвоила себе воспитание на французский лад. Она до конца жизни осталась простой русской женщиной и с детства уже была богомольна.
Все дочери графа Разумовского состояли фрейлинами при императрице Екатерине II. В те времена штат фрейлин был крайне ограничен, их было всего двенадцать. Анна Кирилловна была пожалована во фрейлины осенью 1772 году на место своей сестры Натальи, после её замужества, но пробыла в это должности недолго.
26 апреля 1773 года она вступила в брак с действительным камергером Василием Семёновичем Васильчиковым, братом екатерининского фаворита. Их свадьба состоялась в Царском Селе и, как говорили, против воли невесты. Молодые поселились в собственном доме в Петербурге на Миллионной д. 22, который муж Анны Кирилловны купил в 1773 году у отставного капитана А. Ф. Апраксина.
После отставки фаворита А. С. Васильчикова, не только он, но и его родственники предпочли удалиться от двора. В 1778 году Васильчиковы продали свой дом герцогине Е. Б. Бирон и переехали в Москву, которую Анна Кирилловна очень любила. В 1779 году в Москве Анна Кирилловна родила свою младшую дочь Марию.
Гостившая у неё в то время сестра Н. Загряжская, имевшая большое влияние на Васильчиковых, бездетная и желавшая найти приёмыша, почти похитила у сестры родившуюся при ней племянницу, и увезла её с собой в Петербург. Васильчиковы стали добиваться возвращения дочери, но Загряжская объявила, что в случае, если ей оставят Марию, она сделает её единственной наследницей своего громадного состояния. Васильчиковы решили не препятствовать счастью дочери, а графу К. Г. Разумовскому позже удалось примирить дочерей.
В Москве Анна Кирилловна имела полную возможность предаваться своему влечению к церковным службам и набожной жизни. В 1789 году её отец писал сыну: «Васильчикова сегодня потащилась в Ростов, на богомолье, что весьма странно, ибо в Москве церкви, как рощи, стоят, и любую избирать можно на моление». В 1797 году Анна Кирилловна, передав всё своё состояние мужу, решила принять постриг, но муж ей не позволил и настоял, чтобы она продолжила светскую жизнь.
С этого времени она стала странствующей «монахиней» и часто отправлялась на богомолье к разным русским святыням. Нежно любя отца, она часто навещала его в Батурине, останавливаясь при этом в Киеве, в Флоровском монастыре. Видевшая Васильчикову в 1806 году англичанка Марта Вильмот, описывала её, как высокую и величественную даму, одетую в мрачное чёрное платье, с коралловыми чётками в руках, которая «негодует и кается, заявляя о своём намерении предложить богу то, что осталось от дьявола».
Овдовев 1808 году, Васильчикова постриглась в монахини под именем Агния. Скончалась в калужском монастыре 20 июня 1826 года и была похоронена рядом с мужем в Ильинской церкви села Скурыгино Подольского уезда, построенной на средства Васильчиковых в 1781 году.

## Семья
В браке имела 3 сыновей и 2 дочерей:
- Екатерина Васильевна (1773/1774—16.10.1816), была первой женой камергера, позднее сенатора, князя Николая Григорьевича Вяземского (1769—1846), родная сестра которого, княгиня Мария Григорьевна Голицына, в 1802 году вышла замуж за дядю Васильчиковой, графа Л. К. Разумовского.
- Алексей Васильевич (09.09.1776—18.04.1854), сенатор, был женат на Александре Ивановне Архаровой (1795—1855), дочери генерала И. П. Архарова.
- Александр Васильевич (04.05.1777—31.05.1842), был женат на Глафире Петровне Зубовой (1776—1838).
- Мария Васильевна (10.09.1779—12.01.1844), фрейлина и статс-дама, с 1799 года замужем за князем В. П. Кочубеем.
- Кирилл Васильевич (178. —01.08.1827), полковник.

- Екатерина Васильевна, 
дочь
- Алексей Васильевич, 
сын
- Александра Ивановна, 
невестка
- Мария Васильевна, 
дочь

## Источник текста
- Русские портреты XVIII—XIX столетий. Изд. Вел. Кн. Николая Михайловича. СПб. 1906. Т. V вып II. № 124